# Cousinea keeleyi
Cousinea keeleyi är en spindelart som beskrevs av Michael Ilmari Saaristo 200. Cousinea keeleyi ingår i släktet Cousinea och familjen dansspindlar.
Artens utbredningsområde är Seychellerna. Inga underarter finns listade i Catalogue of Life.